# Gymnobela procera
Gymnobela procera es una especie de gastrópodo del género Gymnobela, perteneciente la familia Raphitomidae.